# If I Fell
If I Fell è un brano dei Beatles, composto da John Lennon con l'aiuto di Paul McCartney. È stato incluso nell'album A Hard Day's Night e nell'omonimo film.

## Il brano
L'idea originaria del brano venne in mente a Lennon, che abbozzò anche un primo testo sul retro di un biglietto di San Valentino. Il biglietto venne venduto l'8 aprile 1988 per 7.800 sterline a Londra. In seguito lo completò con McCartney; quest'ultimo contribuì sostanzialmente alla struttura armonica, e in fase di esecuzione il suo intervento si rivelò determinante per l'impasto vocale.

### Registrazione
La registrazione avvenne il 27 febbraio 1964, lo stesso giorno del rifacimento di And I Love Her e della registrazione di Tell Me Why. Fu registrata in 15 nastri. Il mix mono avvenne il 3 marzo, mentre il mix stereo il 22 giugno. Per entrambi venne utilizzato il nastro 15.

### Pubblicazione
In Inghilterra è stata pubblicata nell'album A Hard Day's Night. Ebbe moltissimo successo, tanto da spingere la EMI a pubblicarla su un singolo, con Tell Me Why sul lato B, il 4 dicembre 1964, con il numero di serie DP 652.
In vari stati è stata pubblicata come lato B di un singolo che presentava And I Love Her sul lato A. In Australia e in Norvegia è arrivata al primo posto delle classifiche, negli USA dodicesima; è apparsa anche nelle classifiche dell'Austria, del Belgio, del Canada e della Germania.
La canzone è stata pubblicata sia nell'album Live at the BBC che nell'album On Air - Live at the BBC Vol. 2. Anche se era stata registrata all'Hollywood Bowl, nell'album live non compare per i difetti del microfono di Paul McCartney. È stato l'unico lento dei Beatles ad apparire nei loro live.

## Formazione
- John Lennon: voce, chitarra ritmica acustica
- Paul McCartney: voce, basso elettrico
- George Harrison: chitarra solista a 12 corde
- Ringo Starr: batteria